# Suezichthys
Suezichthys és un gènere de peixos de la família dels làbrids i de l'ordre dels perciformes.

## Taxonomia
- Suezichthys arquatus (Russell, 1985)
- Suezichthys aylingi (Russell, 1985)
- Suezichthys bifurcatus (Russell, 1986)
- Suezichthys caudovittatus (Steindachner, 1898)
- Suezichthys cyanolaemus (Russell, 1985)
- Suezichthys devisi (Whitley, 1941)
- Suezichthys gracilis (Steindachner & Döderlein, 1887)
- Suezichthys notatus (Kamohara, 1958)
- Suezichthys russelli (Randall, 1981)
- Suezichthys soelae (Russell, 1985)
- Suezichthys tripunctatus (Randall & Kotthaus, 1977)[1][2][3][4][5][6][7][8]